# Mosanlū
Mosanlū (persiska: مسنلو) är en ort i Iran.   Den ligger i provinsen Östazarbaijan, i den nordvästra delen av landet, 400 km väster om huvudstaden Teheran. Mosanlū ligger 1 680 meter över havet och antalet invånare är 168.
Terrängen runt Mosanlū är kuperad. Runt Mosanlū är det ganska glesbefolkat, med 47 invånare per kvadratkilometer. Närmaste större samhälle är Davah Tāqī, 8,9 km sydväst om Mosanlū. Trakten runt Mosanlū består i huvudsak av gräsmarker.